# Coupe de la Ligue française masculine de handball 2018-2019
Navigation
Coupe de la Ligue 2017-2018 Coupe de la Ligue 2019-2020
La Coupe de la Ligue française masculine de handball 2018-2019 est la 18e édition de la Coupe de la Ligue de handball française, organisée par la Ligue nationale de handball.
Le Paris Saint-Germain, tenant du titre, remporte son troisième titre consécutif en disposant en finale du Montpellier Handball.

## Modalités
Les quatre équipes qualifiées pour le Trophée des champions (PSG, Montpellier, Nantes et St Raphaël) sont exemptées d'un tour et directement qualifiées pour les huitièmes de finale. En revanche, les quatorze équipes de Proligue (D2) et les dix autres équipes du Championnat de France sont engagés pour le premier tour. Ces équipes sont réparties en deux groupes de tirage, les clubs de Proligue d’un côté, les clubs de Lidl Starligue de l’autre et le tirage s’est effectué comme suit : « Les équipes sont tirées par paires afin de déterminer chaque rencontre. Sont alternativement tirées au sort, dans cet ordre, une équipe du groupe n°2 puis une équipe du groupe n°1 et ceci jusqu’à ce que toutes les équipes du groupe n°1 aient été tirées au sort. Il est procédé ensuite au tirage au sort entre les 4 équipes restantes du groupe n°2 afin de déterminer les 2 rencontres restantes. Pour chaque paire de clubs tirée au sort, l’équipe tirée au sort en premier reçoit. »
Les 12 vainqueurs rejoignent en quarts de finale les 4 clubs ayant participé au Trophée des Champions. Viennent ensuite les quarts de finale puis un final four (demi-finales et finale) disputé au cours d'un même week-end.
Remarque : à chaque tour, les rencontres sont déterminées par tirage au sort intégral
Le vainqueur est qualifié pour la Coupe de l'EHF 2019-2020, mais si à l'issue du championnat de France, le club concerné est également qualifié en Ligue des champions, la place en Coupe de l'EHF sera réattribuée en fonction du classement dudit championnat.

## Résultats

### Premier tour
Le tirage au sort du premier tour s'est déroulé le 13 juin lors de l'Assemblée Générale de la LNH :
| Date      | Club recevant               | Score   | Club visiteur                    | Rapport          |
| --------- | --------------------------- | ------- | -------------------------------- | ---------------- |
| 7/09/2018 | C' Chartres MHB (D2)        | 37 – 28 | Strasbourg Schiltigheim AHB (D2) | Feuille de match |
| 8/09/2018 | US Créteil (D2)             | 25 – 31 | Dunkerque HGL                    | Feuille de match |
| 8/09/2018 | Limoges Hand 87 (D2)        | 30 – 19 | Istres Provence HB               | Feuille de match |
| 8/09/2018 | Saran Loiret Handball (D2)  | 23 – 28 | USAM Nîmes Gard                  | Feuille de match |
| 8/09/2018 | Nancy MHB (D2)              | 29 – 31 | Pontault-Combault Handball       | Feuille de match |
| 8/09/2018 | JS Cherbourg (D2)           | 29 – 31 | Tremblay-en-France Handball      | Feuille de match |
| 8/09/2018 | Massy Essonne Handball (D2) | 31 – 25 | Sélestat Alsace handball (D2)    | Feuille de match |
| 8/09/2018 | Grenoble SMH MIH (D2)       | 21 – 28 | Fenix Toulouse Handball          | Feuille de match |
| 8/09/2018 | Dijon MHB (D2)              | 19 – 28 | Cesson Rennes MHB                | Feuille de match |
| 8/09/2018 | Caen Handball (D2)          | 28 – 32 | Chambéry SMB HB                  | Feuille de match |
| 8/09/2018 | Saint-Marcel Vernon (D2)    | 16 – 23 | US Ivry                          | Feuille de match |
| 9/09/2018 | Cavigal Nice (D2)           | 35 – 34 | Pays d'Aix UCH                   | Feuille de match |

Parmi les résultats, deux clubs de StarLigue (D1) ont été sortis par des clubs de ProLigue (D2) : le Limoges Hand 87 a battu le promu Istres Provence Handball et surtout le Cavigal Nice, plus petit budget de Proligue, a éliminé le Pays d'Aix UCH, 5e du dernier championnat.

### Huitièmes de finale
Le tirage au sort des huitièmes de finale s'est déroulé le lundi 10 septembre 2018, au siège de la Ligue nationale de handball.
| Date       | Club recevant              | Score     | Club visiteur               | Rapport          |
| ---------- | -------------------------- | --------- | --------------------------- | ---------------- |
| 20/10/2018 | Paris Saint-Germain        | 34 – 23   | Dunkerque HGL               | Feuille de match |
| 20/10/2018 | USAM Nîmes Gard            | 30 – 37   | HBC Nantes                  | Feuille de match |
| 20/10/2018 | US Ivry                    | 37 – 35   | Cavigal Nice (D2)           | Feuille de match |
| 21/10/2018 | Pontault-Combault Handball | 31ap – 30 | Tremblay-en-France Handball | Feuille de match |
| 21/10/2018 | Limoges Hand 87 (D2)       | 26 – 28   | Chambéry SMB HB             | Feuille de match |
| 21/10/2018 | Fenix Toulouse Handball    | 31 – 21   | Cesson Rennes MHB           | Feuille de match |
| 21/10/2018 | Saint-Raphaël VHB          | 33 – 24   | Massy Essonne Handball (D2) | Feuille de match |
| 31/10/2018 | C' Chartres MHB (D2)       | 24 – 32   | Montpellier Handball        | Feuille de match |

Les résultats sont conformes à la hiérarchie. À noter malgré tout la première victoire de la saison du Pontault-Combault Handball face au Tremblay-en-France Handball.

### Quarts de finale
Le tirage au sort des quarts de finale s'est déroulé le lundi 24 octobre 2018, au siège de la Ligue nationale de handball.
| Date       | Club recevant              | Score     | Club visiteur           | Rapport          |
| ---------- | -------------------------- | --------- | ----------------------- | ---------------- |
| 13/12/2018 | Paris Saint-Germain        | 34 – 30   | HBC Nantes              | Feuille de match |
| 12/12/2018 | Saint-Raphaël VHB          | 33 – 29   | Chambéry SMB HB         | Feuille de match |
| 12/12/2018 | Pontault-Combault Handball | 23 – 26ap | US Ivry                 | Feuille de match |
| 12/12/2018 | Montpellier Handball       | 36 – 27   | Fenix Toulouse Handball | Feuille de match |

### Phase finale
La phase finale (Final Four) se déroule au cours d'un même week-end, les 16 et 17 mars 2019, dans la Antarès, au Mans
|  | Demi-finales         | Demi-finales         |                     |    | Finale              | Finale              |
|  | Demi-finales         | Demi-finales         |                     |    | Finale              | Finale              |
|  |                      |                      |                     |    |                     |                     |
|  | 16 mars 2019, 16h00  | 16 mars 2019, 16h00  |                     |    | 17 mars 2019, 16h00 | 17 mars 2019, 16h00 |
|  | 16 mars 2019, 16h00  | 16 mars 2019, 16h00  |                     |    | 17 mars 2019, 16h00 | 17 mars 2019, 16h00 |
|  | US Ivry HB           | 22                   |                     |    | 17 mars 2019, 16h00 | 17 mars 2019, 16h00 |
|  | US Ivry HB           | 22                   |                     |    | 17 mars 2019, 16h00 | 17 mars 2019, 16h00 |
|  | Paris Saint-Germain  | 27                   |                     |    | 17 mars 2019, 16h00 | 17 mars 2019, 16h00 |
|  | Paris Saint-Germain  | 27                   | Paris Saint-Germain | 31 |                     |                     |
|  | 16 mars 2019, 18h30  |                      | Paris Saint-Germain | 31 |                     |                     |
|  |                      | Montpellier Handball | 25                  |    |                     |                     |
|  | Montpellier Handball | Montpellier Handball | 25                  | 25 |                     |                     |
|  | Montpellier Handball |                      |                     | 25 |                     |                     |
|  | Saint-Raphaël VHB    | 23                   |                     |    |                     |                     |
|  | Saint-Raphaël VHB    | 23                   |                     |    |                     |                     |

#### Demi-finales
| 16 mars 2019 16h00 | US Ivry HB                   | 22 - 27  | Paris Saint-Germain | Antarès, Le Mans Arbitrage : Yann Carmaux, Julien Mursch |
| 16 mars 2019 16h00 | Morten Vium, Johan Boisedu 5 | (7 - 15) | trois joueurs 4     | Antarès, Le Mans Arbitrage : Yann Carmaux, Julien Mursch |
| 16 mars 2019 16h00 | ×1 ×3                        | LNH      | ×0 ×2               | Antarès, Le Mans Arbitrage : Yann Carmaux, Julien Mursch |

| 16 mars 2019 18h30 | Montpellier Handball | 25 - 23   | Saint-Raphaël VHB | Antarès, Le Mans Arbitrage : Mourad Bounouara, Khalid Sami |
| 16 mars 2019 18h30 | Melvyn Richardson 6  | (11 - 11) | Adrien Dipanda 5  | Antarès, Le Mans Arbitrage : Mourad Bounouara, Khalid Sami |
| 16 mars 2019 18h30 | ×1 ×4                | LNH       | ×1 ×5             | Antarès, Le Mans Arbitrage : Mourad Bounouara, Khalid Sami |

#### Finale
| 17 mars 2019 16h00 | Paris Saint-Germain | 31 - 25   | Montpellier Handball | Antarès, Le Mans Arbitrage : Charlotte et Julie Bonaventura |
| 17 mars 2019 16h00 | Uwe Gensheimer 9    | (17 - 14) | Valentin Porte 6     | Antarès, Le Mans Arbitrage : Charlotte et Julie Bonaventura |
| 17 mars 2019 16h00 | ×1 ×4               | LNH       | ×2 ×5                | Antarès, Le Mans Arbitrage : Charlotte et Julie Bonaventura |

## Vainqueur
| Vainqueur de la Coupe de la Ligue 2018-2019 Paris Saint-Germain 3e victoire |